# Murakeresztúr
Murakeresztúr là một thị trấn thuộc hạt Zala, Hungary. Thị trấn này có diện tích 11,71 km², dân số năm 2010 là 1783 người, mật độ 152 người/km².